# Houston (Delaware)
Houston es un pueblo ubicado en el condado de Kent en el estado estadounidense de Delaware. En el año 2000 tenía una población de 430 habitantes y una densidad poblacional de 441.9 personas por km².

## Geografía
Houston se encuentra ubicado en las coordenadas 38°53′3″N 75°30′25″O / 38.88417, -75.50694.

## Demografía
Según la Oficina del Censo en 2000 los ingresos medios por hogar en la localidad eran de $39,545, y los ingresos medios por familia eran $46,563. Los hombres tenían unos ingresos medios de $29,643 frente a los $20,208 para las mujeres. La renta per cápita para la localidad era de $15,919. Alrededor del 5.8% de la población estaban por debajo del umbral de pobreza.

## Localidades adyacentes
Diagrama de las localidades a un radio de 16 km a la redonda de Houston.